# Powstanie postrybskie
Powstanie postrybskie (alb. Levizja e Postribës) – największe spośród antykomunistycznych wystąpień zbrojnych w Albanii.
Powstanie wybuchło na początku września 1946 roku, a jego początkiem był atak połączonych sił Balli Kombëtar i Legaliteti na składy broni w Szkodrze. Jego nazwa wzięła się od miejscowości, w której doszło do koncentracji powstańców przed atakiem – Postryby.

## Tło historyczne
Lata 1944-45 w Albanii to czas rosnącej w siłę Komunistycznej Partii Albanii i podporządkowanych jej oddziałów partyzanckich. KPA w ciągu kilku lat z niewielkich grupek liczących w sumie kilkuset uzbrojonych partyzantów wyrosła na najsilniejsze ugrupowanie militarne w Albanii gromadzące ok. 70 tys. nieźle uzbrojonych żołnierzy (przy czym ludność Albanii wynosiła wtedy ok. 1 miliona).
Przeprowadzane przez komunistów reformy, uniemożliwianie pluralizmu oraz prześladowanie opozycji faktycznej czy domniemanej budziły sprzeciw, ale wobec przytłaczającej dysproporcji sił, ruchy antykomunistyczne miały ograniczony zasięg i skazane były na przegraną.

## Reperkusje
Bezpośrednio w trakcie ataku na Szkodrę ujęto i stracono w publicznej egzekucji 12 powstańców, na mocy rozkazu wydanego przez komendanta Sigurimi w Szkodrze - Zoi Themeli. W trakcie pościgu za wycofującymi się antykomunistami ujęto kolejnych, z czego część również stracono w trybie doraźnym (bez postępowania sądowego). Na liście aresztowanych znalazło się 26 mieszkańców Szkodry i 69 osób mieszkających w pobliskich wsiach.
Powstanie postrybskie dało pretekst do zaostrzenia prześladowań duchowieństwa, przy czym w najgorszej sytuacji był Kościół katolicki. W latach 1944–1949 zamordowano jako "wrogów ludu" około połowę kleru katolickiego.